# Samoa Americana en los Juegos Olímpicos de Lillehammer 1994
Samoa Americana estuvo representada en los Juegos Olímpicos de Lillehammer 1994 por dos deportistas masculinos que compitieron en bobsleigh.
El portador de la bandera en la ceremonia de apertura fue el piloto de bobsleigh Faauuga Muagututia. El equipo olímpico samoamericano no obtuvo ninguna medalla en estos Juegos.